# Hurasdhoo
Hurasdhoo est une petite île inhabitée des Maldives. 

## Géographie
Hurasdhoo est située dans le centre des Maldives, au Sud-Est de l'atoll Ari, dans la subdivision de Alif Dhaal.